# The Infiltrator (2016)
The Infiltrator ist ein britischer Kriminalfilm des Regisseurs Brad Furman aus dem Jahr 2016. Er basiert auf dem Buch The Infiltrator: My Secret Life Inside the Dirty Banks Behind Pablo Escobar’s Medellin Cartel von Robert Mazur, einem Agenten der Zollbehörde von Florida. Der Film wurde am 6. Juli 2016 in Tampa im US-Bundesstaat Florida uraufgeführt, am 29. September 2016 kam der Film in die deutschsprachigen Kinos.

## Handlung
1986 macht der Ermittler Robert Mazur von der Zollbehörde Floridas den Vorschlag, durch verdeckte Ermittlungen die Finanzströme der mit Drogen handelnden Organisationen statt der Drogen selber zu verfolgen. In der Rolle des Geschäftsmannes Bob Musella gelingt es ihm, den Kontakt zu den Finanzverantwortlichen des Medellín-Kartells um Pablo Escobar herzustellen. Er kann diese davon überzeugen, dass er ihr schmutziges Geld aus den Drogengeschäften in beliebiger Höhe waschen könne. Neben den Kartellverflechtungen geraten immer mehr Banker angesehener Kreditinstitute in den Fokus von Mazurs Ermittlungen. Während einer inszenierten Hochzeit von Musella und seiner angeblichen Verlobten, einer ebenfalls undercover agierenden Kollegin, werden schließlich zahlreiche im Drogengeschäft bzw. in der Geldwäsche verwickelte Personen verhaftet. Der Abspann klärt über das weitere Schicksal der Protagonisten und den Ausgang einiger nachfolgender Prozesse auf.

## Synchronisation
Synchronfirma: Berliner Synchron GmbH Wenzel Lüdecke, Berlin

Dialogbuch und -regie: Dr. Michael Nowka.
| Rolle                    | Darsteller       | Synchronsprecher   |
| ------------------------ | ---------------- | ------------------ |
| Robert Mazur/Bob Mesella | Bryan Cranston   | Joachim Tennstedt  |
| Kathy Ertz               | Diane Kruger     | Stephanie Kellner  |
| Emir Abreu               | John Leguizamo   | Oliver Rohrbeck    |
| Roberto Alcaino          | Benjamin Bratt   | Dietmar Wunder     |
| Javier Ospina            | Yul Vazquez      | Viktor Neumann     |
| Evelyn Mazur             | Juliet Aubrey    | Ulrike Stürzbecher |
| Gloria Alcaino           | Elena Anaya      | Marion Musiol      |
| Bonni Tischler           | Amy Ryan         | Sabine Falkenberg  |
| Tante Vicky              | Olympia Dukakis  | Monica Bielenstein |
| Dominic                  | Joseph Gilgun    | Sven Gerhardt      |
| Mark Jackowski           | Jason Isaacs     | Tom Vogt           |
| Gonzalo Mora Sr.         | Simón Andreu     | Abelardo Decamilli |
| Gonzalo Mora Jr.         | Rubén Ochandiano | Daniel Montoya     |
| Akbar Bilgrami           | Art Malik        | K.Dieter Klebsch   |
| Rudy Armbrecht           | Carsten Hayes    | Thomas Schmuckert  |

## Kritik
Der Filmdienst beurteilt den Film als „vielschichtiges Drama, in Haupt- wie Nebenrollen ebenso glaubwürdig wie überzeugend gespielt.“